# Кравчук Микола Володимирович
Мико́ла Володи́мирович Кравчу́к (3 серпня 1952, м. Сталіно, УРСР) — український вчений у галузі права, кандидат юридичних наук, доцент, доктор права Українського вільного університету (Німеччина), полковник Збройних Сил України, Заслужений юрист України (2016). Один з провідних фахівців з проблем загальної теорії держави і права, правового захисту прав і свобод людини, правового регулювання будівництва і діяльності Збройних Сил України, розвитку держави і права в Україні на початку XX ст., порівняльного правознавство (компаративістики), проблем впровадження юридичної клінічної освіти в навчальний процес в Україні.

## Життєпис

### Освіта
У 1970 р. закінчив 10 класів Київської республіканської середньої школи-інтернат спортивного профілю.
У 1970—1974 р. навчався у Київському вищому танко-інженерному училищі.
У 1983 р. закінчив Львівський державний університет ім. Івана Франка.
У 1986—1988 р. навчався в Академії бронетанкових військ ім. Р. Малиновського (м. Москва).
У Львівському національному університеті ім. І.Франка підготував дисертацію на тему: «Організаційно-правові основи будівництва держполітохорони ДСР у 1917—1922 рр.» на здобуття вченого ступеня кандидата юридичних наук за спеціальністю 12.00.01 — «теорія та історія держави і права; історія політичних і правових учень» і у 1989 році в Інституті держави і права ім. В. Корецького її захистив.
У 1995—1996 роках навчався в Українському вільному університеті (м. Мюнхен, Німеччина), де здобув науковий ступень доктора права.

### Трудова і наукова діяльність
З 1974 по 1994 рр. проходив службу на різних командних посадах в Збройних силах СРСР і України і завершив службу на посаді командира армійської бази 39 АК (м. Івано-Франківськ), у званні полковника Збройних Сил України. Протягом трудової діяльності успішно поєднував службу, науку і юридичну практику.
У 1989 р. в Інституті держави і права ім. В. Корецького захистив дисертацію на здобуття наукового ступеня кандидата юридичних наук.
З 1993—1996 рр. доцент кафедри теорії та історії держави і права Прикарпатського університету ім. В. Стефаника.
У 1993—1995 рр. за сумісництвом доцент кафедри історії та правознавства Івано-Франківського державного технічного університету нафти і газу.
З 1995—1996 рр. завідувач кафедри правознавства Івано-Франківського державного технічного університету нафти і газу.
З 1997—1998 рр. — завідувач кафедри теорії та історії держави і права Прикарпатського університету ім. В. Стефаника.
З листопада 1998 р. завідувач кафедри теорії держави і права Тернопільської академії народного господарства, згодом – Тернопільського державного економічного університету, а з 2007 р. і дотепер завідувач кафедри теорії та історії держави і права Тернопільського національного економічного університету.
Колектив кафедри під його керівництвом, починаючи з 1998 р., забезпечив розвиток юридичного факультету і підготовку висококваліфікованих юристів-спеціалістів з високою правосвідомістю і правовою культурою та інноваційним правовим мисленням загальною кількістю більше трьох тисяч випускників.
У 1994—1999 рр. працював адвокатом Івано-Франківської колегії адвокатів, а з 1999 р. і по сьогодні є за сумісництвом адвокатом колегії адвокатів Тернопільської області. З 2012 року — член Ради адвокатів Тернопільської області.
Для посилення практичної складової навчального процесу Кравчуком М. В. була створена Тернопільська міська громадська організація "Правозахисна організація «Аквітас», метою якої стало поліпшення практичної підготовки студентів і активізація роботи у сфері захисту прав і свобод громадян. За результатами цієї діяльності була сформована «Тернопільська юридична клініка», а в цілому, здійснена якісна зміна навчання.
Активну участь також бере як науковець і адвокат у підвищені кваліфікації адвокатів, випускників-юристів, будучи організатором, співорганізатором, доповідачем на наукових семінарах, круглих столах, конференціях різних рівнів.

### Сім'я
З 1973 р. одружений. Разом з дружиною, Кравчук Клавдією Георгіївною, виховав троє дітей, які є гідними громадянами нашої Батьківщини:
Кравчук Володимир Миколайович, 10.02.1974 р.н., д.ю.н., проф., суддя Львівського окружного адміністративного суду, член Конституційної комісії, член Науково-консультативної ради ВАСУ, Президент ГО «Асоціація розвитку суддівського самоврядування», за сумісництвом викладач Національної школи суддів України, професор кафедри цивільного права та процесу ЛНУ ім. І. Франка. Автор понад 140 наукових праць.
Кравчук Валентина Миколаївна, 01.07.1979 р.н., к.ю.н., доц., доцент кафедри теорії та історії держави і права ТНЕУ, адвокат. Автор близько 80 наукових та навчально-методичних праць.
Кравчук Валерій Миколайович, 02.01.1985 р.н., к.ю.н., докторант, заступник начальника відділу підготовки прокурорів з організації роботи в органах прокуратури Національної академії прокуратури України. Автор понад 50 друкованих праць.

## Нагороди
За багаторічну сумлінну працю, принципову життєву позицію, високу професійну майстерність, вагомий особистий внесок у розбудову правової держави, досягнення на науково-педагогічній ниві неодноразово нагороджувався:
- грамотами ректора ТНЕУ;
- відзнакою Спілки юристів України (2003 р.);
- грамотою МОН України за підготовку переможця III етапу Всеукраїнського конкурсу-захисту науково-дослідницьких робіт (2006 р.);
- грамотою Голови обласної ради (2008 р.);
- почесною грамотою ректора ТНЕУ (2008 р.);
- дипломом Президента спілки адвокатів України (2010 р.);
- грамотою Тернопільської обласної державної адміністрації (2013 р.);
- грамотою Голови Тернопільської обласної державної адміністрації та Голови Тернопільської обласної ради (2015 р.).

## Доробок
Загальний обсяг наукових і навчально-методичних праць, розроблених особисто Кравчуком М. В., становить більше 170 праць, в тому числі: одна монографія, 120 фахових статей, 23 навчально-методичних посібники і 16 навчальних посібників, з них з грифом МОН України — 7 посібників.
Працює над завершенням докторської дисертації.
Вільна пошукова система Google Scholar, яка індексує повні тексти наукових публікацій всіх форматів та дисциплін станом на 17 лютого 2019 року, оцінила внесок М. В. Кравчука такими двома ключовими наукометричними показниками:
- індексом Гірша (Хірша) — 7;
- індексом i10 — 7.

За результативну участь у правовому житті м. Тернополя, краю й України визнаний Керівництвом Національної асоціації адвокатів України переможцем професійного конкурсу «Адвокат» — 2012 р. в номінації «Адвокат-громадський діяч».

### Найважливіші праці
- Кравчук М. В. Правові основи будівництва Національних Збройних Сил України в 1914—1993 рр. (Орг-я. структура, штати). Монографія. Історико-правове дослідження. — Івано-Франківськ: Вид. «Плай». — Коломия: видавничо-поліграфічне товариство «Вік», 1997. — 292 с.
- Кравчук М. В. Теорія держави і права. Проблеми теорії держави і права: Навчальний посібник. — 3-є вид., змін. й доп. / М Кравчук. — Тернопіль: Карт-бланш, 2002. — 247 с.
- Кравчук М. В. Правознавство: навчальний посібник для підготовки до вступного іспиту / М. В. Кравчук, З. С. ГладунВ. К. Грищук та ін.; За ред. М. В. Кравчука. — 2-е вид., перероб. та доп. — Тернопіль: Карт-бланш, 2003. — 408 с.
- Кравчук М. Правова система США: Навч. посіб. для студ. вищ. навч. закл. / М. В. Кравчук. — К.: Нора-Друк, 2004. — 136 с.
- Кравчук М. В. Правове регулювання розбудови Української Армії у період Директорії // Юридичний вісник ОНЮА. — 2005. — № 2. — С.98-105.
- Кравчук М. В. Методологічні та загальнотеоретичні аспекти наукової розвідки правових засад розбудови Збройних Сил України 1917—1920 рр. // Право України. — 2006. — № 7. — С.110-114
- Кравчук М. Становлення радянської влади в Україні на початку XX ст. та її військовий захист // Актуальні проблеми держави і права: збірник наукових праць. Вип.34 / Редколел.: С. В. Ківалов (гол. ред.) та ін.: Відп. за вип. Ю. М. Оборотов. — Одеса: Юридична література, 2007. — С.246-257.
- Кравчук М. В. Методичні засади проведення історико-правового дослідження // Психологія і суспільство. — 2009 — № 3. — С.69-80.
- Кравчук М. В. Держава та армія УНР в період Тимчасового уряду та їх правове закріплення // Держава і право: Збірник наукових праць. Юридичні і політичні науки. Випуск 48. — К.: Ін-т держави і права ім. В. Корецького НАН України, 2010. — С.69-76.
- Кравчук М. В. Християнська релігія — основа сучасного права / М. В. Кравчук // Актуальні проблеми правознавства. Науковий збірник ЮФТНЕУ. — Тернопіль , 2011. — С. 66-75.
- Кравчук Н. В. Военный фактор в строительствеЗападноукраинскойНародной Республики / М. В. Кравчук // Закон и жизнь. — 2013. — № 12/2. — С 108—111. (фахове видання, науковометричне).
- Кравчук М. В. Теорія держави і права (опорні конспекти): Навч. посіб. для студ. вищ. навч. закл. 3-є — вид., змін. й доповн. / М. В. Кравчук (авт.-упоряд.). — К.: Всеукраїнська асоціація видавців «Правова єдність», 2014. — 608 с.
- Кравчук Н. В. УрокистроительстваармииУкраинскойЦентральнойРады: историко-правовойанализ / М. В. Кравчук // Закон и жизнь. — 2014. — № 2/2. — С 160—165. (фахове видання, науковометричне).
- Кравчук Н. В. Особенностивоенногостроительства в периодГетманата П. Скоропадского: историко-правовойанализ / М. В. Кравчук // Закон и жизнь. — 2014. — № 2/3. — С 139—143. (фахове видання, науковометричне).
- Кравчук М. В. Міжнародний чинник у будівництві національної держави та її армії в період УЦР: історико-правовий аспект / М. В. Кравчук // Юридический научный электронный журналЗапорожского национального университета [Електронний ресурс]. — Режим доступу: http://www.lsej.org.ua/index.php/arkhiv-nomeriv [Архівовано 26 жовтня 2017 у Wayback Machine.]. – 2015.– № 6. — С.20 — 23.
- Кравчук М. В. Філософсько-правова розвідка правового простору / М. В. Кравчук // Реформування інститутів права і держави: теоретичні та практичні підходи: збірник матеріалів Міжнародної юридичної науково-практичної конференції «Актуальна юриспруденція», м. Київ, 20 квітня 2016 р. Матеріали круглого столу «Філософсько-правова концепція правового простору», м. Тернопіль, 18 березня 2016 р. Тези наукових доповідей. –Тернопіль: ТзОВ «Терно-граф», 2016. — С. 244—252.
- Кравчук М. В. Праворозуміння — важлива наукова проблема правового життя України/ М. В. Кравчук // Актуальні проблеми правознавства. Збірник наукових праць ЮФТНЕУ / редкол. та ін. — Випуск 1. –Тернопіль, 2016. — 19-25.
- Кравчук М. В. Армія Української Центральної Ради та її досвід для сучасності: історико-правове дослідження/ М. В. Кравчук // Актуальні проблеми правознавства. Збірник наукових праць ЮФТНЕУ / редкол. та ін. — Випуск 2. –Тернопіль, 2016. — 22-29.
- Кравчук М. В. Проблеми теорії держави і права (опорні конспекти): Навч. посіб. для студ. вищ. навч. закл. — 3-є вид., змін. й доп. / М. В. Кравчук .– Тернопіль: Екон. думка, 2016. — 420 с.
- Кравчук М. В. Розбудова Української держави та її збройних сил в 1917—1920 рр.: історико-правовий аспект / М. В. Кравчук // Юридический научный электронный журналЗапорожского национального университета [Електронний ресурс]. — Режим доступу: http://www.lsej.org.ua/index.php/arkhiv-nomeriv [Архівовано 26 жовтня 2017 у Wayback Machine.]. – 2016.– № 6. — С.20 — 25.
- Кравчук М. В. Особливості військового будівництва в період Директорії Української Народної Республіки: історико-правове дослідження / М. В. Кравчук // Публічне право.– 2017. — № 2. — С. 271—278.